# آلباتروس سی. ۱۳
آلباتروس سی. ۱۳ (به انگلیسی: Albatros_C.XIII) یک هواگرد از نوع  هواپیمای جنگنده دو سرنشینه ساخت شرکت آلباتروس فلوکتسایک‌ورک در آلمان است. هواگرد آلباتروس سی. ۱۳ نخستین پروازش را در ۱۹۱۷ میلادی انجام داد. در مجموع، تعداد ۱ فروند از این هواگرد ساخته شده‌است.